# Lamborghini 400 GT Flying Star II
Lamborghini 400 GT Flying Star II – 4-miejscowe sportowe kombi-coupe przedsiębiorstwa Lamborghini. Pierwszy raz został zaprezentowany w listopadzie 1966 roku w Turynie.
Lamborghini 400 GT Flying Star II to ostatnie Lamborghini zaprojektowane przez mediolańskie przedsiębiorstwo Carrozzeria Touring. Niedługo po prezentacji „latającej gwiazdy” korporacja została zamknięta. Głównym projektantem samochodu był Carlo Anderloni. Mimo małych wymiarów zewnętrznych wnętrze auta było przestronne i zapewniało dużo miejsca pasażerom i ich bagażowi. Flying Star II jest napędzany tym samym silnikiem co 400 GT – 3,9-litrowym silnikiem V12 o mocy 320 KM przy 6500 obr./min oraz momentem obrotowym 375 Nm przy 4500 obr./min.

## Dane techniczne Lamborghini 400 GT Flying Star II
| Marka i model               | Lamborghini 400 GT Flying Star II    |
| Okres produkcji             | 1966                                 |
| Długość                     | 4380 mm                              |
| Szerokość                   | 1720 mm                              |
| Wysokość                    | 1200 mm                              |
| Rozstaw osi                 | 2550 mm                              |
| Masa                        | 1300 kg                              |
| Stosunek masy do mocy       | 4,06 kg/KM                           |
| Pojemność zbiornika paliwa  | 80 l w dwóch zbiornikach             |
| Rozmiar opon                | 210/70 ZR 15                         |
| Rozmiar tarcz hamulc. (p/t) | 280 mm / 275 mm                      |
| Napęd                       | na tył                               |
| Typ silnika                 | V12 24v                              |
| Pojemność skok.             | 3939 cm ³                            |
| Skrzynia biegów (M/A)       | 5-biegowa (M)                        |
| Moc                         | 235 kW (320 KM) przy 6500 obr / min. |
| Moment obrotowy             | 375 Nm przy 4500 obr / min.          |
| Prędkość maksymalna         | 250 km/h                             |
| --------------------------- | ------------------------------------ |